# 恆春轉運站
恆春轉運站是台灣屏東縣恆春鎮的公車轉運站，為恆春半島交通樞紐。車站所在地是恆春半島之行政、商業中心，除有服務旅客前往墾丁路線外，還有服務當地居民的地區公車路線。原建築為舊恆春公會堂，2003年由屏東客運承租，與其他業者進行聯合營運。

## 設施概要
建築物原為恆春公會堂，內為售票候車大廳，站前設置客運月台3席，另於中正路斜對面設有路側站牌。

### 公共自行車
屏東縣公共自行車租賃系統（YouBike2.0）：
- 恆春轉運站：19柱（中正路30號）

## 路線一覽
高墾線（屏東客運、高雄客運、國光客運聯營）
- 9117 高雄－林園－東港－墾丁 (行經台17線)
- 9117B高雄－小港機場－東港碼頭－墾丁 (行經台17線)
- 9188 高雄－林邊－枋寮－墾丁－鵝鑾鼻 (行經台88線快速公路)
- 9189 高鐵左營站－枋寮－小灣，墾丁快線沿途停靠→枋寮、車城、海生館轉乘站、恆春、南灣、墾丁(行經台88線快速公路)

公路客運
- 國光客運
  - 1773 屏東－內埔－潮州－恆春
- 屏東客運
  - 8239 屏東－內埔－潮州－恆春
  - 8248 恆春－墾丁公園

墾丁街車
- 101 橘線
- 102 藍線
- 103 綠線
- 201 黃線

屏東縣市區公車
- 屏東客運（恆春市區公車[5]）
  - 301 恆春－石門
  - 302 恆春－鵬園路口
  - 303 恆春－滿州
  - 304 恆春－港仔
  - 305 恆春－合界
  - 306 恆春－高山巖
  - 307 恆春－萬里桐
  - 308 恆春－下水窟
- 台灣捷乘（小黃公車）
  - 716茄湖線 福興宮－恆春鎮公所
  - 717平寮線 聖皇宮－恆春基督教醫院
  - 718樹林線 白砂社區－恆春郵局
  - 719水泉線 下水泉－恆春鎮公所
  - 720社萬線 管理站－恆春旅遊醫院
  - 720A社頂線 管理站－恆春旅遊醫院
  - 720B萬里桐線 萬里桐－恆春鎮農會
  - 721溫泉線 溫泉社區－恆春旅遊醫院

## 相關路線
低碳路線雖無行經恆春轉運站，仍為恆春旅客之重要交通工具，共有二條路線：
- 海生館線
- 四重溪線

## 車站周邊
- 恆春古城
- 恆春基督教醫院
- 恆春老街
- 恆春夜市

## 相關連結
- 客運資訊查訊系統
- 屏東縣公車動態資訊系統